# USS Bennington (CV-20)
USS Bennington (CV-20) byla letadlová loď Námořnictva Spojených států, která působila ve službě v letech 1944–1970. Jednalo se o dvanáctou postavenou jednotku třídy Essex (devátou ve verzi s krátkým trupem).
Byla pojmenována podle Benningtonu ve Vermontu, kde proběhla za americké války za nezávislost bitva. Její stavba byla zahájena 15. prosince 1942 v loděnici New York Naval Shipyard v New Yorku. K jejímu spuštění na vodu došlo 26. února 1944, do služby byla zařazena 6. srpna 1944. Zúčastnila se závěrečných operací druhé světové války v Tichém oceánu, na podzim 1946 však byla odstavena a přeřazena do rezerv. V letech 1950–1952 prošla modernizací SCB-27A, byla překlasifikována na útočnou letadlovou loď CVA-20 a vrátila se zpět do aktivní služby. V letech 1954–1955, po explozi jednoho z katapultů, kvůli němuž a kvůli následným dalším explozím zemřelo 103 členů posádky, prodělala modernizaci SCB-125, při níž dostala, mimo jiné, také úhlovou letovou palubu. Roku 1959 byla její klasifikace změněna na protiponorkovou letadlovou loď CVS-20, ve druhé polovině 60. let se také zúčastnila války ve Vietnamu. Ze služby byla vyřazena 15. ledna 1970. Poté zůstala odstavena, do šrotu byla odprodána v roce 1994.